# 斯波義雄
斯波 義雄（しば よしかつ /- よしお、生没年不詳）は、室町時代後期から戦国時代初期の武将。遠江国二俣城主、杜山城主。遠江守護代。
父は武衛家10代当主・斯波義敏。兄に尾張守護・義寛、兄弟に寛元らがいる。子は義虎。兄である義寛に従い各地を転戦する。文亀年間に遠江侵攻の激しくなった今川氏の押さえとして杜山城に入城。今川勢と対峙したが、敗れて二俣城に退いたといわれる。